# ČSD U 35.201
Die U 35.201 war eine schmalspurige Tenderlokomotive der Tschechoslowakischen Staatsbahnen (ČSD), die von der k.u.k. Heeresbahn stammte. Ein baugleiches Fahrzeug lief auch auf der Dessau-Radegast-Köthener Bahn.

## Geschichte
Die Maschine stammte aus einer Lieferung von zwei Lokomotiven der Berliner Maschinenfabrik Orenstein & Koppel (O&K) mit den Fabriknummern 509 und 510 an die Firma Julius Przeworsky in Bory. Sie erhielten dort die Namen JULIUS und ŽOFIA und die Nummern 1 und 2. Eine typgleiche Lokomotive war vorher bereits an die Cöthener Kleinbahn mit der Fabriknummer 506 geliefert worden.
Die ŽOFIA wurde im Ersten Weltkrieg von der k.u.k. Heeresbahn beschlagnahmt. Nach dem Zerfall Österreich-Ungarns verblieb sie in der Tschechoslowakei beim Tschechoslowakischen Eisenbahnregiment. Im Jahr 1921 wurde sie von den ČSD übernommen.
Die ČSD setzten die Maschine bis 1936 auf der ehemaligen Waldbahn Uschhorod – Radwanka sowie ab 1936 auf der Borzsatalbahn ein. Als das Verkehrsgebiet 1939 an Ungarn abgetreten werden musste, kam sie mit der Nummer 391.001 in den Bestand der Ungarischen Staatsbahn (MÁV). Als die Einsatzstrecke im Jahr 1945 schließlich an die Sowjetunion fiel verblieb sie dort. In den 1950er Jahren wurde sie ausgemustert.